# Chaiya (filme)
Chaiya é um filme tailandês de 2007 dirigido por Kongkait Komesiri.
Conta a história de dois amigos de infância que se tornam lutadores de Muay Thai e tomam rumos diferentes quando chegam a Bangkok.

## Elenco
- Akra Amatayakul
- Sangthong Kaitauthong
- Tawatchai Penpakdee
- Paritta Kongpetch